# Morten Karlsen
Morten Karlsen (født 25. marts 1979) er en dansk fodboldtræner for Lyngby BK og tidligere professionel fodboldspiller.

## Spillerkarriere
Morten Karlsen har tidligere spillet for den hollandske klub FC Zwolle og de danske klubber FC Nordsjælland og Randers FC.

### Esbjerg fB
Han skiftede i januar 2011 til Esbjerg fB på fri transfer på en halvanden år lang kontrakt gældende frem til 30. juni 2012.

### Lyngby BK
Efter kontraktudløbet med Esbjerg trænede Karlsen med i Lyngby BK, der netop var rykket ud af Superligaen. Selvom det ikke var en egentlig prøvetræning, så resulterede det alligevel i en halvårig kontrakt for Karlsen. Da kontrakten med Lyngby BK udløb ved årsskiftet 2012/13 ville Karlsen gerne forlænge aftalen. Det blev dog ikke aktuelt, og Karlsen skiftede i stedet til 1. divisionsklubben HB Køge.

### HB Køge
I januar 2013 blev Karlsen enige med HB Køge om en aftale frem til sommeren 2015.
Den 8. juni 2014 blev det offentliggjort, at Morten Karlsen stoppede sin aktive karriere.

## Trænerkarriere
Karlsen blev i juni 2014 træner for FC Nordsjællands U/19-trup.
I juni 2018 blev han ny cheftræner for HB Køge.
I august 2020 blev han assistenttræner for cheftræner David Nielsen i AGF.
I februar 2023 blev Karlsen ansat som assistenttræner i den amerikanske USL klub Orange County SC. Få måneder senere, i maj samme år, blev han forfremmet til midlertidig cheftræner efter fyringen af Richard Chaplow. Karlsen fik hurtigt succes i rollen og blev bl.a., som den første nogensinde, kåret til månedens træner i USL to gange i træk.
I Juni 2024 tiltrådte Morten Karlsen som træner for Lyngby Boldklub.